# معركة بتروفارادين
معركة بتروفارادين (بالإنجليزية: Battle of Petrovaradin)‏ هي معركة وقعت في 5 أغسطس 1716 وهي جزء من الحرب العثمانية النمساوية في الفترة من 1716 إلى 1718 وانتهت المعركة بنصر حاسم للنمسا. وقعت المعركة في بتروڤارادين (اليوم تقع في نوفي ساد، فويفودينا، صربيا) على حدود ارشيدقية النمسا (مملكة الهابسبورغ).

## وصلات خارجية
- وثائقي عن المعركة على اليوتيوب

https://youtu.be/pvhy8qdsldA